# L'ombra della notte
L'ombra della notte (Dark Shadows) è una serie televisiva di genere fantastico trasmessa nel 1991 per una stagione dalla NBC.
La serie è il remake della serie Dark Shadows del 1966.

## Episodi
Il primo episodio ha durata doppia rispetto agli altri.